# Trafalgar (film)
Trafalgar (The Divine Lady) è un film del 1929 diretto da Frank Lloyd. Il regista vinse l'Oscar come miglior regia e il film ottenne, alla premiazione del 1930, altre due nomination, alla fotografia e alla miglior attrice.
È la storia romanzata di un momento della relazione fra Horatio Nelson e lady Emma Hamilton. I due si conobbero ed ebbero una relazione benché entrambi fossero sposati. Emma Hamilton riuscì ad avere un ruolo attivo durante la guerra di Nelson contro Napoleone, rendendo possibile l'accesso al porto di Napoli all'ammiraglio inglese.

## Trama
In una tranquilla cittadina inglese, la signora Hart, cuoca, e la figlia Emma cercano lavoro presso la villa dell'ambasciatore Hamilton. A riceverle, trovano il nipote dell'ambasciatore, il giovane Charles Greville, che in un primo momento è scettico sulla loro assunzione, ma quando vede Emma, una bellissima fanciulla, si affretta a trattenerle. Inizia così una lunga storia di amori. All'inizio Greville ed Emma sono profondamente innamorati, fino a quando il giovane, che aveva promesso di sposare una colta e ricca ragazza, altrimenti perdendo l'eredità dello zio, decide di lasciar partire Emma per Napoli. Qui, presso la Casa Reale, dove sir Hamilton era ambasciatore, Emma avrebbe ricevuto una cultura adeguata per poter poi sposare Greville. Ma la lontananza e il successivo diniego del giovane stimolano l'anziano zio ambasciatore a chiedere la mano di Emma. La fanciulla accetta, in quanto trova sir Hamilton una persona perbene. Non è vero amore, ma stima.
Emma, divenuta confidente della Regina Maria Carolina, si trova a dover ricevere al posto del marito, il capitano della flotta inglese Horatio Nelson. Questi, al comando di una flotta, è rimasto senza rifornimenti per l'equipaggio. Il Re Ferdinando non concede alla flotta di approvvigionarsi in quanto contrario alla sua alleanza con i Francesi. Emma, che aveva presto simpatizzato con Nelson, chiede alla Regina di prendersi la responsabilità per aprire i porti in quanto in Francia la Regina Maria Antonietta, sorella di Maria Carolina era stata ghigliottinata. Avuto il permesso dalla Regina, il capitano Nelson riuscì a sfamare e dissetare i suoi uomini e rientrare in Inghilterra. Durante il rientro si scontrano con la flotta francese e dopo un furioso combattimento Nelson distrugge i nemici, ma deve far ritorno a Napoli per riparare i danni. Qui Emma e Nelson vivono momenti di amore immortale.
Nelson però in Inghilterra ha una moglie, lady Fanny Nelson, che attende il rientro del marito in quanto la Regina e tutto il popolo vogliono rendergli tutti gli onori dovutigli. Nelson è costretto ad ubbidire, ma con lui porterà anche Emma. Al rientro, scoppia lo scandalo. Nelson confessa tutto alla moglie e decide di ritirarsi in campagna con Emma, abbandonando la sua vita da marinaio. Nel frattempo Napoleone Bonaparte, ricostruita una potente flotta, minaccia di conquistare l'Inghilterra. Richiamato d'urgenza, Horatio Nelson, dopo vari dinieghi, decide di accettare l'incarico per amor patrio. Viene nominato ammiraglio e con una notevole flotta parte all'attacco dell'armata Francese. Lo scontro avviene a Trafalgar e l'abilità di Horatio Nelson lo porta alla vittoria. La sfortuna però si accanisce contro di lui: un colpo di carabina lo ferisce mortalmente e tutti i sogni suoi e di Emma svaniscono.

## Produzione
Il film fu prodotto dalla First National Pictures (con il nome A First National-Vitaphone Picture). Il film è per la maggior parte muto ma presenta una colonna sonora sincronizzata, effetti sonori e delle parti cantate.

## Distribuzione
Distribuito dalla Warner Bros. Pictures (con il nome First National Pictures), il film uscì nelle sale in versione muta e in versione sonora.

### Date di uscita
IMDb
- Turchia: 1929
- USA: 31 marzo 1929 (versione sonora)
- USA: 14 aprile 1929 (versione muta)
- Portogallo: 15 dicembre 1930

## Riconoscimenti
- 1930 (aprile) - Premio Oscar
  - Migliore regia a Frank Lloyd
  - Candidatura Miglior attrice protagonista a Corinne Griffith
  - Candidatura Migliore fotografia a John Seitz